# 69 v.Chr.

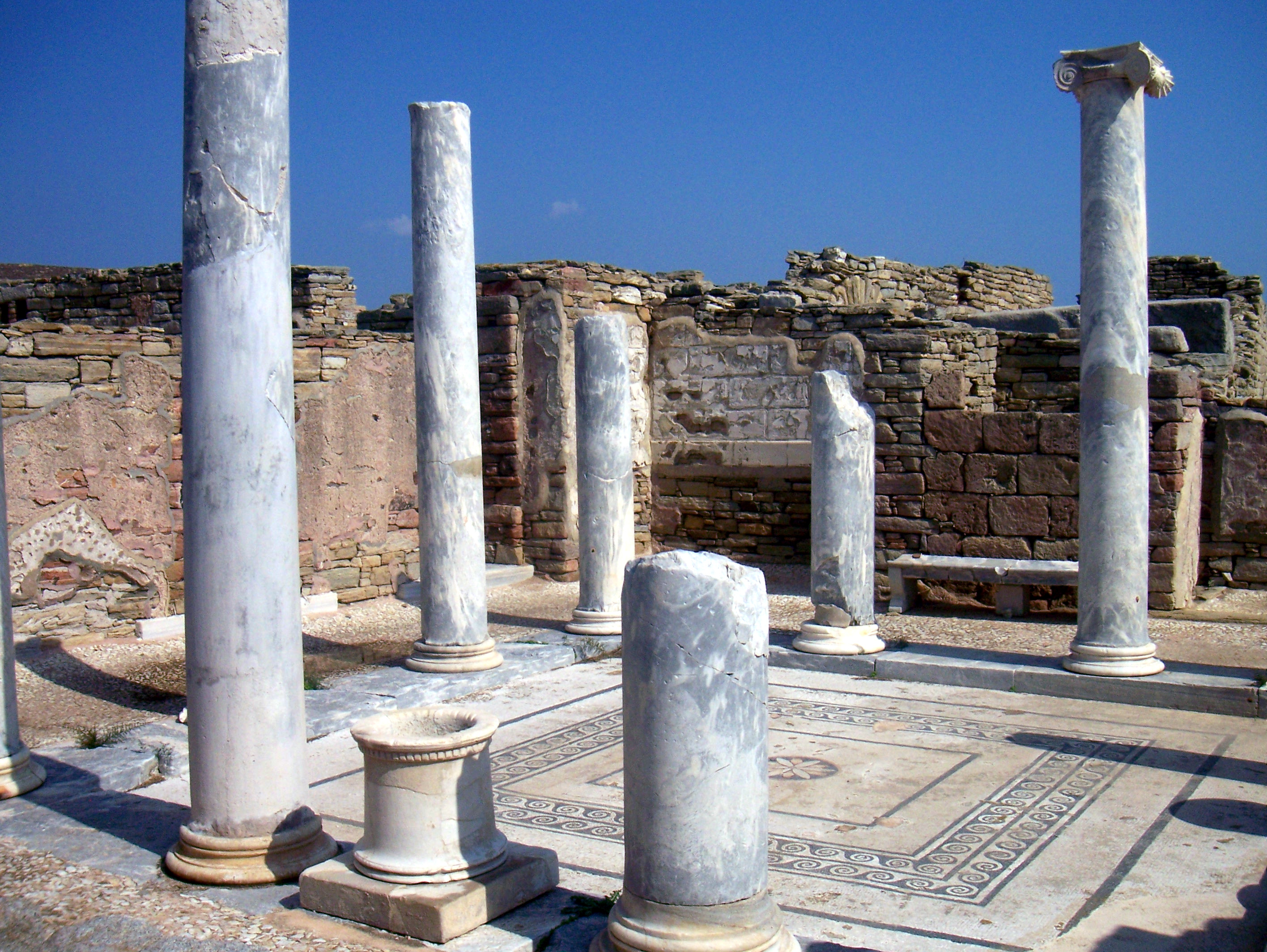
Delos

Het jaar 69 v.Chr. is een jaartal in de 1e eeuw v.Chr. volgens de christelijke jaartelling.

## Gebeurtenissen

### Italië
- In Rome worden Quintus Caecilius Metellus en Quintus Hortensius Hortalus, door de Senaat gekozen tot consul van het Imperium Romanum.
- De Senaat benoemt Julius Caesar tot quaestor in Hispania. Tijdens zijn politieke loopbaan overlijdt zijn echtgenote Cornelia Cinna, hij houdt voor haar op het Forum Romanum een opvallende lijkrede.

### Griekenland
- In de Egeïsche Zee plunderen Cilicische piraten het eiland Delos en vormen een bedreiging voor Rome.

### Klein-Azië
- Tigranes II de Grote belegert Ptolemaïs en neemt na de inname van de havenstad Cleopatra Selena I gevangen. In Seleucia aan de Tigris wordt zij in het openbaar geëxecuteerd.
- Het Romeinse leger (3 legioenen) onder bevel van Lucius Licinius Lucullus, verslaat de Armeniërs in de Slag bij Tigranocerta (huidige Siirt). Het koninklijke paleis in Tigranocerta wordt geplunderd.

## Geboren
- Cleopatra (~69 v.Chr. - ~30 v.Chr.), laatste koningin van Egypte
- Octavia Thurina (~69 v.Chr. - ~11 v.Chr.), zuster van Gaius Julius Caesar Octavianus (Augustus)

## Overleden
- Cleopatra Selena I (~135 v.Chr. - ~69 v.Chr.), koningin van Egypte (66)
- Cornelia Cinna (~94 v.Chr. - ~69 v.Chr.), echtgenote van Gaius Julius Caesar (25)